# شهرستان بستراپ (تگزاس)
بستراپ (به انگلیسی: Bastrop) شهرستانی در ایالت تگزاس است. در سرشماری سال ۲۰۰۰، جمعیت این شهرستان ۵۷٬۷۳۳ نفر اعلام شد. مرکز بستراپ شهر بستراپ است. شهرستان بستراپ در سال ۱۸۳۶ تأسیس شد.

## جغرافیا
طبق اداره آمار آمریکا، این شهرستان مساحتی در حدود ۲٬۳۲۰ کیلومتر مربع دارد.

### شهرها
- بستراپ
- الگین
- اسمیتویل